# La Castañeda (banda)
La Castañeda o La Casta es una banda mexicana de rock, originaria de la Ciudad de México, formado en 1989 por Edmundo Ortega, Alberto Rosas y Osvaldo de León.

## Historia

### Carrera
El fundador de la banda fue Salvador Moreno, luego de terminar su banda anterior llamada "Café de Nadie", tiempo después comenzaron a reclutar gente y a hacer audiciones, es ahí que Salvador Moreno se postuló a una de ellas, hubo discrepancias en la banda para admitirlo, ya que él no tenía conocimientos musicales y se dedicaba a vender criptas o los famosos "Terrenitos", y Edmundo tuvo sus dudas en aceptarlo, ya que podría fallar en las presentaciones futuras al ser oficinista.
Su primer producción discográfica tuvo lugar en 1989 con un álbum LP que se tituló "Servicios Generales" por la compañía Rock and Roll Circus. Posteriormente son firmados por la compañía discográfica transnacional BMG bajo su sello especializado en rock denominado "Culebra", quienes reeditaron el disco anterior con una nueva producción y varios bonus tracks; "Servicios Generales II" en 1993. En 1995 aparece bajo el apoyo de la misma disquera "El Globo Negro" y en 1996 "El Hilo de Plata". Al desaparecer el sello "Culebra" ese mismo año rompen relaciones con BMG,  y la banda se toma un receso antes de grabar un nuevo material y no fue hasta 1999 cuando de manera independiente graban y editan "Trance" su quinto álbum, con un nuevo sonido que incorporó elementos de música electrónica, acústica y experimental; en el también colabora el cantautor Oscar Chávez en el tema "Nancy Llaga".
En el año 2000 anuncian una temporal separación, retoman actividad años más tarde, en el 2003, recortando su nombre a "La Casta" (seudónimo impuesto indirectamente por sus fanes quienes siempre los habían llamado así de manera afectuosa), un año después graban su primer disco en acústico, "Galería Acústica", en el cual reversionan varios de sus temas clásicos. El disco contiene también un DVD que conmemora sus XV años de carrera. En 2006 lanzan "Llama Doble: Primera llama", entrega inicial que daría origen posteriormente a una secuela. A partir de este momento, la banda se reúne cada año para hacer presentaciones en vivo y continuar recordando su carrera en cada aniversario, pero no es sino hasta 2009 que el grupo vuelve a retomar el nombre de "La Castañeda" (celebrando XX años de trayectoria) y un año después graban su disco secundario a la saga "Llama Doble¨, titulado ¨Llama Doble: La Otra Llama".

### Nombre
Deben su peculiar nombre al antiguo Manicomio de la Ciudad de México, un hospital psiquiátrico el cual llevaba el nombre de "La Castañeda" que abrió sus puertas en la época Porfirista (anterior a La Revolución Mexicana) que tuvo toda clase de internos; desde enfermos mentales hasta indigentes, ninfómanas, etcétera, y cuyas condiciones sanitarias, sociales y negligencias lo llevó a ser clausurado en 1968.

### Escena a la que pertenecen
Durante sus inicios (finales de la década de los ochenta y principios de los noventa) compartieron escena con otras bandas que ya tenían una carrera distinguida dentro del rock mexicano de esa época, con bandas como "Caifanes", "Maldita Vecindad y los Hijos del Quinto Patio", "Fobia", "Kerigma" y también con algunas bandas que junto a ellos empezaron a formarse de un estilo y público, tales como "Santa Sabina" y "Café Tacuba". Alternaban en espacios culturales y lugares de rock con otras bandas, principalmente con "La Lupita", "Cuca" (de Guadalajara), "El Haragán y Compañía", Guillotina", "Tijuana No!", "Las Víctimas del Doctor Cerebro", "El Clan", "Banda Bostik", "Luzbel", entre otros.

### Estilo
Han desarrollado su carrera musical con un estilo muy particular de rock fusionado con otros estilos, que pueden incluir un poco de jazz, blues, hard rock, en momentos rozan con el punk, en algunas canciones se notan leves guiños con el ska etc. Muchas de sus canciones llegan a tener un tinte oscuro y misterioso, por ello también fueron captados por algunos seguidores de la escena dark de México, y en sus letras reflejan una imaginería propia que se relaciona en torno a "la locura" del ser humano y todo aquello que puede provocarla (mismo concepto que hace referencia con el nombre de la banda).

### Performance en vivo: Garra Producciones
El espectro artístico de La Castañeda es no solo musical, sino también visual. En muchas de sus presentaciones incorporan todo tipo de elementos escenográficos y escénicos que hacen de cada concierto un espectáculo muy completo: Cuadros que adornan el escenario, instrumentos musicales como el teclado y la batería son sostenidos por tambos oxidados, elementos urbanos,vestuarios completos en algunas ocasiones como "uniformes",así como actos circenses, danza aérea, actores,actrices y bailarines que prácticamente personifican cada canción que se interpreta en vivo.

## Discografía
Bajo el nombre de La Castañeda
- Servicios Generales (Rock and Roll Circus, 1989)
- Servicios Generales II (BMG/Culebra, 1993)
- El Globo Negro: Locus Niger (BMG/Culebra, 1995)
- El Hilo de Plata (BMG/Culebra, 1996)
- Trance (StakaRock/Independiente, 1999)
- Llama Doble: La Otra Llama (Independiente, 2010)
- Interno Acústico (Independiente, 2013)

Bajo el nombre de La Casta
- Galería Acústica (Independiente, 2004)
- Llama Doble: Primera Llama (Independiente, 2006)